# 83号科罗拉多州州道
83号科罗拉多州州道（英語：Colorado State Highway 83，SH-83）是美国科罗拉多州中部的一条南-北走向的州级公路，全长56.50英里（90.93），南起科罗拉多斯普林斯北侧接21号科罗拉多州州道（SH-21），在道格拉斯縣弗蘭克敦与86号科罗拉多州州道（SH-86）十字交叉，在丹佛都会区外围穿过30号科罗拉多州州道（SH-30），最后至丹佛东侧接2号科罗拉多州州道（SH-2）。